# Richard S. Ewell
Richard Stoddert Ewell (8. februar 1817 – 25. januar 1872) var karriereofficer i den amerikanske hær og blev general i Sydstaternes hær under Den amerikanske Borgerkrig. Han opnåede berømmelse som højt rangeret officer under Stonewall Jackson og Robert E. Lee og kæmpede effektivt gennem store dele af krigen, men hans rygte blev plettet af kontroverser om hans handlinger i slaget ved Gettysburg og slaget ved Spotsylvania Court House.

## Tidlige år og karriere
Ewell blev født i Georgetown, et område i Washington, D.C. Han voksede op i Prince William County i Virginia, og fra han var 3 år gammel på et gods nær Manassas, som i dag er kendt som "Stony Lonesome." Han var den tredje søn af dr. Thomas og Elizabeth Stoddert Ewell og var barnebarn af Benjamin Stoddert, den første marineminister i USA og broder til Benjamin Stoddert Ewell. Han tog eksamen fra West Point i 1840 som nr. 13 i en årgang på 42 kadetter. Han var kendt af sine venner under navnet "Old Bald Head" eller "Baldy." Han blev udnævnt til sekondløjtnant i 1. dragonregiment og blev forfremmet til premierløjtnant i 1845. Fra 1843 til 1845 gjorde han tjeneste sammen med Philip St. George Cooke og Stephen Watts Kearny på eskorteopgaver langs sporene til Santa Fe og Oregon. I den Mexicansk-amerikanske krig, hvor han gjorde tjeneste under Winfield Scott, blev han anerkendt og forfremmet til kaptajn for udvist mod i slaget ved Contreras og Slaget ved Churubusco. Ved Contreras gennemførte han en natlig rekognoscering sammen med kaptajn Robert E. Lee, hans senere overordnede.
Ewell gjorde tjeneste i New Mexico territoriet, hvor han i nogen tid undersøgte det nyanskaffede Gadsden køb sammen med oberst Benjamin Bonneville. Han blev såret i en træfning med apacheindianere under Cochise i 1859. Mens han havde kommandoen over Fort Buchanon i 1860, tvang sygdom ham til at forlade Vesten, og han tog tilbage til Virginia for at blive rask. Han beskrev sin tilstand som "meget syg af svimmelhed, kvalme evt., og var nu i høj grad svækket af at have haft lejlighedsvise anfald af kuldegysninger." Sygdom og skader skulle volde ham mange problemer i den kommende borgerkrig.

## Borgerkrigen
Mens landet bevægede sig mod borgerkrig, var Ewell i overvejende grad tilhænger af Unionen, men da hans hjemstat Virginia forlod Unionen, gik Ewell ud af hæren den 7. maj 1861 for at indtræde i Virginias provisoriske hær. Han blev udpeget til oberst i kavaleriet den 9. maj og var en af de første højtstående officerer, som blev såret i krigen, under en træfning den 31. maj ved Fairfax Court House. Han blev forfremmet til brigadegeneral i sydstatshæren den 17. juni og kommanderede en brigade i Sydstaternes Army of the Potomac i det Første slag ved Bull Run uden for alvor at komme i kamp.
Ewell var en inspiration for sine mænd på trods af – ikke på grund af – sit udseende. Historikeren Larry Tagg beskrev ham således:
| „ | Han var kun 1,72 meter høj med en krans af brunt hår på et ellers skaldet, rundt hoved. Strålende udstående øjne stak frem over en fremtrædende næse, hvilket skabte en effekt, som mange sammenlignede med en fugl – en ørn, sagde nogle, eller en skovsneppe, især når han lod sit hoved hænge ned mod skulderen, som han ofte gjorde, og holdt underlige taler med en høj, kvidrende pludren. Han havde for vane at fremmumle mærkelige bemærkninger midt i en normal samtale, såsom: “Nå hvorfor tror De, at præsident Davis udnævnte mig til generalmajor?” Han kunne også bande værre end en tyrk. Han var så nervøs og urolig, at han ikke kunne sove i en normal stilling, men tilbragte nætterne krøllet sammen på en feltstol. Han havde overbevist sig selv om, at han havde en mystisk indre ”sygdom” og levede næsten udelukkende af hvedevælling, en skål afbælget hvede kogt i mælk og sødet med sukker. En ven opsummerede ham som en ”sammenblanding af afvigelser”. Han var den største excentriker i Army of Northern Virginia, og hans mænd, som på første hånd kendte hans mod og åndelige generøsitet, elskede ham så meget mere for det. | “ |
|   | — Larry Tagg, The Generals of Gettysburg |   |

### Med Stonewall Jackson
Den 24. januar 1862 blev Ewell forfremmet til generalmajor og begyndte at gøre tjeneste under Stonewall Jackson i Jacksons Shenandoah kampagne. Selv om de to generaler arbejdede godt sammen og begge var kendt for deres verdensfjerne adfærd, var der mange forskelle i deres stil. Jackson var alvorlig og from, mens Ewell var vittig og ekstremt blasfemisk. Jackson var fleksibel og intuitiv på slagmarken, mens Ewell, selv om han var modig og effektiv, behøvede præcise instruktioner for at fungere effektivt. Ewell var i starten meget krænket over Jacksons tendens til ikke at holde sine underordnede orienteret om sine taktiske planer, men efterhånden tilpassede Ewell sig Jacksons metoder.
Ewell styrede på fremragende vis en division i Jacksons lille hær i Shenandoah kampagnen mod den større unionshær under generalmajorerne John C. Frémont, Nathaniel P. Banks og James Shields. Jacksons hær blev derefter kaldt tilbage til Richmond i Virginia for at slutte sig til Robert E. Lee i byens forsvar mod generalmajor George B. McClellans Army of the Potomac i Peninsula kampagnen. Ewell kæmpede bemærkelsesværdigt i Slaget ved Gaines' Mill og Slaget ved Malvern Hill. Efter at Lee havde slået unionshæren i Syv dages slaget, truede Unionens generalmajor John Popes Army of Virginia med at angribe nordfra, så Jackson blev sendt af sted for at opfange ham. Ewell besejrede igen Banks i Slaget ved Cedar Mountain den 9. august, og tilbage på den gamle slagmark ved Manassas kæmpede han godt i Andet slag ved Bull Run, men blev såret ved Groveton og hans venstre ben blev amputeret under knæet.
Mens han var rekonvalescent, blev han passet af sin kusine, Lizinka Campbell Brown, en velhavende enke fra Nashville området. Ewell havde været tiltrukket af Lizinka siden sine teenageår, og de havde tidligere flirtet i 1861 og under Shenandoah kampagnen, men nu resulterede deres nære samvær i, at de blev gift i Richmond den 26. maj 1863.
Efter sit lange sygeleje vendte Ewell tilbage til Lees Army of Northern Virginia til Slaget ved Chancellorsville. Da Jackson blev dødeligt såret den 3. maj 1863, foreslog han, at Ewell skulle erstatte ham som kommandør for korpset. Lee udpegede midlertidigt sin kavalerikommandør J.E.B. Stuart til posten, men den 23. maj blev Ewell forfremmet til generalløjtnant og fik kommandoen over 2. korps (som nu var lidt mindre end før, fordi nogle enheder blev overført til et nyt 3. korps under generalløjtnant A.P. Hill, som også var en af Jacksons divisionskommandører).

### Gettysburg og kontrovers
I de første dage af Gettysburg kampagnen i det Andet slag ved Winchester, gjorde Ewell igen en fremragende indsats ved at tage Unionens garnison på 4.000 mand til fange sammen med 23 kanoner. Han undgik alvorlige skader, da han blev ramt af en rikochetterende kugle (det var også hændt ham ved Gaines' Mill). Hans korps tog teten ved invasionen af Pennsylvania og nåede næsten helt op til statens hovedstad Harrisburg, inden det blev kaldt tilbage af Lee for at samles ved Gettysburg. Disse successer førte til smigrende sammenligninger med Jackson.
Men i slaget ved Gettysburg begyndte Ewells militære stjerne at dale. Den 1. juli 1863 nærmede Ewells korps sig Gettysburg fra nord og smadrede Unionens XI korps og dele af I korps og trængte dem tilbage gennem byen til defensive stillinger på Cemetery Hill syd for byen. Lee var netop ankommet til byen og så vigtigheden af denne position. Han sendte bredt formulerede ordrer til Ewell om, at Cemetery Hill skulle tages "hvis muligt". Historikeren James M. McPherson skrev: "Havde Jackson stadig levet, ville han uden tvivl have fundet det muligt, men Ewell var ikke Jackson." Ewell valgte ikke at forsøge et angreb.
Ewell havde flere mulige grunde til ikke at angribe. Ordrerne fra Lee indeholdt en indbygget modsigelse. Han skulle "tage bakken, som er besat af fjenden, hvis muligt, men undgå et generelt slag indtil andre af hærens divisioner var nået frem." Lee afviste også at give Ewell den støtte, han bad om fra A.P. Hill’s korps. Ewells mænd var trætte fra deres lange march og anstrengende kamp på den varme eftermiddag i juli, og det ville være vanskeligt igen at få dem opstillet i slagorden og angribe bakken fra de smalle korridorer gennem byen. Den friske division under generalmajor Edward Johnson var netop ved at ankomme, men Ewell fik også besked om, at Unionen fik store forstærkninger østfra af York Pike, hvilket udgjorde en mulig trussel mod hans flanke. Ewells normalt aggressive underordnede, generalmajor Jubal A. Early, tilsluttede sig hans beslutning.
Lees ordre har fået kritik, fordi den efterlod for meget spillerum til Ewell. Historikere såsom McPherson har spekuleret på, hvordan den mere aggressive Stonewall Jackson ville have handlet ud fra denne ordre, hvis han fortsat havde levet og kunne kommandere sit korps i Lees hær, og hvor meget anderledes den 2. dag i slaget ville have forløbet, hvis sydstatshæren havde besiddet Culp's Hill eller Cemetery Hill. Bredt formulerede ordrer var almindelige for general Lee, fordi Jackson og James Longstreet, hans anden meget væsentlige underordnede, normalt reagerede positivt på dem og kunne udnytte omstændighederne og nå de ønskede resultater. Denne mangel på handling fra Ewells side, om den nu var retfærdiggjort eller ej, kostede formentlig Sydstaterne sejren. Da Ewells korps angreb disse stillinger den 2. juli og 3. juli, havde unionshæren haft tid til at bygge uigennemtrængelige forsvarsstillinger, hvilket resulterede i store tab for Konføderationen. Efter krigen gjorde fortalere for den såkaldte ”Lost Cause” bevægelse, især Jubal A. Early, men også generalmajor Isaac R. Trimble, som gjorde tjeneste i Ewells stab under slaget, meget ud af at kritisere hans handlinger i et forsøg på at undgå, at kritik for nederlaget kunne falde tilbage på Robert E. Lee. En del af deres argumentation var, at Unionens tropper var demoraliserede af deres nederlag tidligere på dagen, men Ewells mænd var også uden organisation, og de beslutninger som de de foreslog, er langt nemmere at tage, når man ser det hele i bakspejlet, frem for når man står midt i slaget.
Den 3. juli blev Ewell igen såret, men denne gang kun i sit træben. Han førte sit korps på en ordnet retræte tilbage til Virginia. Heldet var stadig ikke med ham, og han blev såret ved Kelly's Ford, Virginia, i november. Han blev såret igen i januar 1864, da hans hest snublede i sneen.

### Overland kampagnen og Richmond
Ewell førte sit korps i maj 1864 under Slaget ved the Wilderness og klarede sig godt. For en gangs skyld havde han en lille numerisk fordel i styrkeforholdet overfor det unionskorps, som angreb ham. I Slaget ved Spotsylvania Court House følte Lee sig tvunget til selv at lede forsvaret af "Mule Shoe" den 12. maj på grund af Ewells ubeslutsomhed og manglende handling. På et tidspunkt begyndte Ewell hysterisk at skælde ud på nogle af sine flygtende soldater og slog på dem med bagsiden af sin sabel. Lee bremsede sin ophidsede underordnede ved skarpt at sige: "General Ewell, De må beherske dem, hvordan kan De forvente at styre disse mænd, når De har mistet kontrollen over Dem selv? Hvis De ikke kan styre deres ophidselse, må De hellere træde tilbage”. Det var utvivlsomt Ewells opførsel ved denne lejlighed, som var årsag til den udtalelse, Lee efter krigen kom med til sin sekretær, William Allan, om, at den 12. maj ”fandt han Ewell fuldstændig lammet af morgenens uheld og alt for overvældet til at kunne handle effektivt."
Lee mente, at det var Ewells langvarige kvæstelser, som var årsagen til hans problemer og lod ham afløse som kommandør for korpset. Derefter udnævnte han ham til kommandant for garnisonen i Richmond, hvilket bestemt ikke var en betydningsløs post under indtryk af det ekstreme pres, som Unionens styrker udøvede mod Sydstaternes hovedstad. I 1865 var Ewell på tilbagetog fra Richmond, da hans lasede styrke blev omringet og taget til fange i Slaget ved Sayler's Creek nogle få dage før Lees overgivelse ved Appomattox Court House. Han blev holdt som krigsfange i Fort Warren i Bostons havn indtil juli 1865.

## Efter krigen
Efter sin løsladelse trak Ewell sig tilbage for at arbejde som "gentleman farmer" på sin kones gård nær Spring Hill i Tennessee og fik den til at blive en overskudsforretning. Han lejede også en velfungerende bomuldsplantage i Mississippi. Han forgudede Lizinkas børn og børnebørn. Han var præsident for Columbia Female Academy's bestyrelse og frekventerede St. Peter's Episcopal Church i Columbia, Tennessee. Han var desuden præsident for landboforeningen i Maury County. Han og hans kone døde med tre dages mellemrum af lungebetændelse. De blev begravet på Old City Cemetery i Nashville, Tennessee. Længe efter hans død blev hans værk The Making of a Soldier udgivet i 1935.